# 劉錡

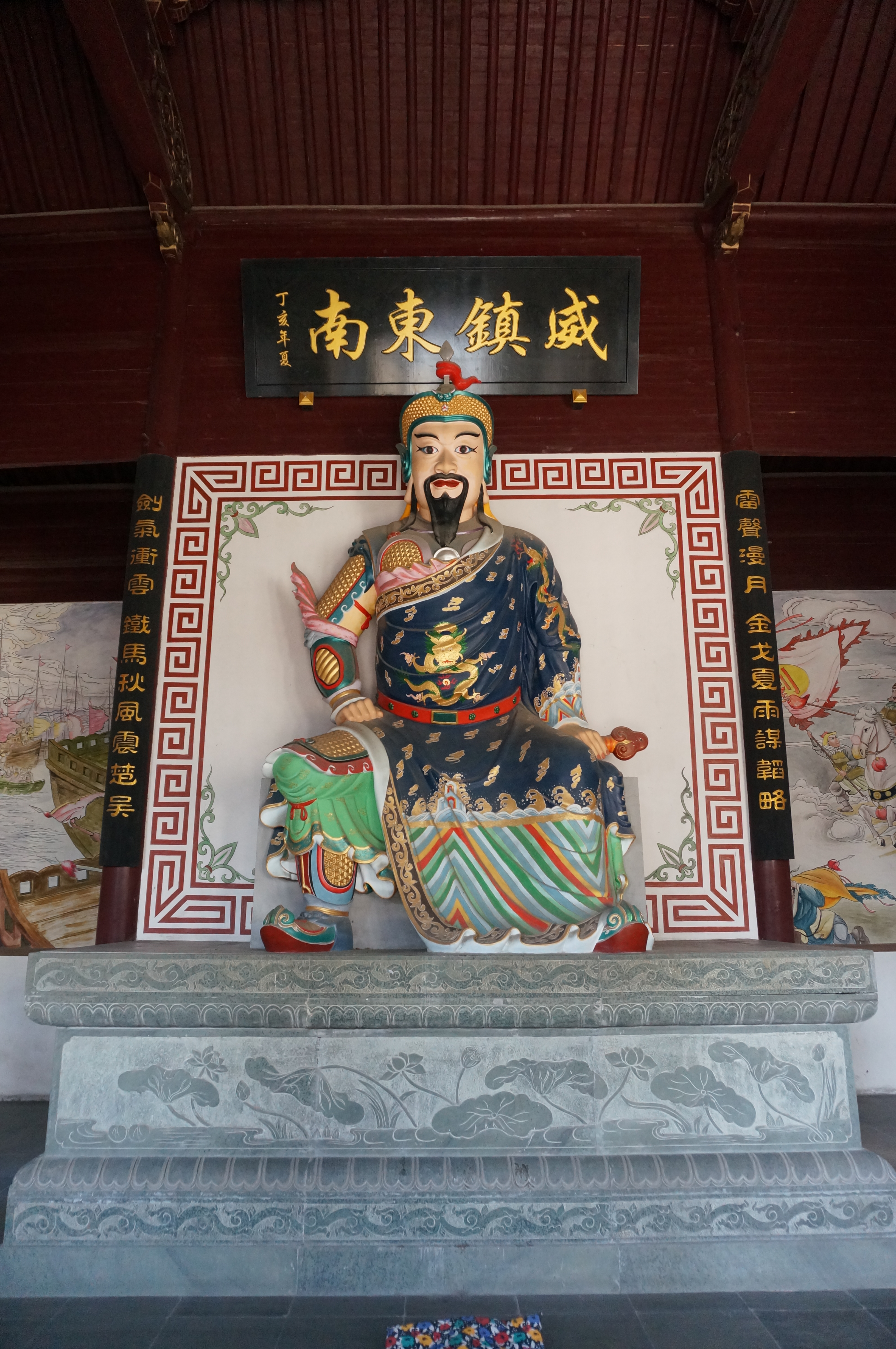
刘锜像，摄于德清刘王庙

劉錡（1098年—1162年），字信叔。秦州成纪（今甘肃天水）人，宋朝名將，瀘川軍節度使劉仲武第九子，外表出眾。通曉兵法與風水五行之術，擅長射箭，聲音響亮如洪鐘。宋孝宗追封為吳王，加太子太保。死後被尊為神，在浙江湖州市德清縣新市镇有劉王廟奉祀。

## 早期及伐西夏
開始隨父親劉仲武征討時，有一次衙門的水斛滿了，劉錡以箭射之，拔箭后水漏出，又以一箭射中漏洞堵住了水，人們都佩服他的箭法精奇。
父劉仲武入朝召對，諸子未官者皆守官，锜補三班借職。
政和六年，充差秦鳳路經略安撫使司書寫機宜文字。
徽宗宣和年間，由高俅推薦特授閣門祗候,未幾差潼川府路廉訪使者。以從父修築米川城之功轉承節郎，又轉保義郎。
欽宗即位，轉成忠郎。靖康元年七月，召廷奏對詳明議論可採，特授閤門宣贊舍人，派遣為知岷州事、隴右都護。在和西夏的戰爭中多次獲勝，西夏人小孩兒啼哭，父母用「劉都護來！」嚇唬，可以止啼。

## 抗金

### 西軍涇原軍
中大夫、知樞密院事張浚為川陝宣撫處置使時，一見劉錡就以其才能為奇，表奏朝廷锜破夏有功，特授右武大夫、閤門宣贊舍人，遷熙河路兵馬都監、知西寧州事兼隴右都護。建炎四年，川陝宣撫處置使特司授锜領開州團練使、泾原路经略安撫使兼知谓州（今甘肃平凉）。富平之战失利后，張浚殺親衛大夫、明州觀察使、環慶路經略安撫使趙哲，環慶路諸將不平，宣撫處置使司參議官劉子羽聞之，令權環慶路經略安撫使孫恂殺諸將，孫恂斬統制官張忠、喬澤。統制官慕容洧以慶陽府叛，攻環州。張浚命泾原路经略安撫使司統制官李彥琪以泾原兵救環州，慕容洧降附西夏，張浚遣劉錡領兵追之。劉錡留統制官張中彥、經略安撫使司干辦公事、承務郎趙彬守渭州，二人皆曲端心腹且輕錡，聞張浚已還秦州，恐金人至不能收，遂合謀逐錡而據泾原路，劉錡至環州與慕容洧相拒，金兵乘時自鳳翔府破泾州，劉錡留李彥琪捍慕容洧，自帥精兵赴渭州，劉錡率部至瓦亭時，張中彥、趙彬已通款降敵，錡率部退驻德顺军，李彥琪率部退守古原，張中彥等引金兵劫降之。紹興元年（1131年），宣撫處置使司以锜不能撫循兵將為由罷泾原路经略安撫使、落遙郡團練使、降授武略大夫、知岐州事、統文政州兵馬。二年，充統制成都府路弓兵。
三年（1133年）為成都府路兵馬鈐轄節制文龍州軍事。未幾，宣撫處置使司以金兵犯梁洋州，控扼關隘要地責任非輕，特復右武大夫、開州團練使，為宣撫司統制官，綿威茂州石泉軍沿邊安撫使司參議官。明年，金兀術率軍攻拔和尚原，川陝宣撫處置使司都統制吳玠統兵拒之，檄金均房州鎮撫使兼川陝宣撫處置使司同都統制王彥、熙河路經略安撫使充馬步軍總管關師古入援，皆不至，唯劉锜率兵救援。會使者自蜀歸，以劉錡名聞。召還，除帶禦器械，尋為江南東路馬步軍副總管，建昌府駐紮。

### 接管八字軍
紹興六年（1136年），權提舉宿衛親軍，十月，差充兩浙西路淮南東路沿海制置副使。帝駐平江府，解潛、王彥兩軍交鬥，俱罷，命劉錡兼將之。劉錡因請以前護副軍及馬軍，通為前、後、左、右、中軍與游奕，凡六軍，每軍千人，為十二將。前護副軍，即王彥「八字軍」。於是劉錡始能成軍，扈從赴金陵。
紹興七年（1137年）六月，兼都督府諮議軍事；八月，充淮南西路制置副使；十月，知廬州事兼淮南西路安撫使。紹興八年（1138年）七月，為樞密院都統制 ，以所部兵馬戍京口。紹興九年（1139年）正月，擢果州團練使、龍衛神衛四廂都指揮使，權主管侍衛馬軍司公事。

### 順昌之戰
紹興十年（1140年），按完顏昌和秦檜的第一次紹興議和，金人歸還東京開封府、西京河南府和南京應天府三京，劉錡除濟州防禦使仍舊軍職、東京副留守，節制所部八字軍三萬七千人出發。益殿司三千人，皆攜其家眷，將領駐於東京開封，家眷則留順昌。劉錡自臨安溯江絕淮，凡二千二百里。至渦口，剛要坐下吃飯，暴風拔坐帳，劉錡說：「此賊兆也，主暴兵。」即下令兼程而進。五月，還未至順昌，在離順昌三百里處時，金兀朮已經撕毀和約，重新開戰。
劉錡與將佐舍舟陸行，先到順昌城中。五月庚寅（陽曆6月3日），諜報金兀朮已經占領東京開封。知府事陳規見劉錡問計，劉錡說：「（順昌）城中（如果）有糧，則能與君共守。」陳規曰：「有米數萬斛。」劉錡曰：「可矣。」這時八字軍所部選鋒、游奕兩軍及老稚輜重，相去尚遠，劉錡遣騎接應，半夜四鼓乃至。到了凌晨得報，金騎已經到了陳州。
劉錡與陳規商議斂兵入城，專心守禦，人心乃安。劉錡召諸將計事，都說：「金兵不可敵也，請以精銳為殿，步騎遮老小順流還江南。」劉錡不以為然：「吾本赴官留司，今東京雖失，幸全軍至此，有城可守，奈何棄之？吾意已決，敢言去者斬！」只有一個外號「夜叉」的部將許清說：「太尉奉命副守汴京，軍士扶攜老幼而來，今避而走，易耳。然欲棄父母妻子則不忍；欲與偕行，則敵翼而攻，何所逃之？不如相與努力一戰，于死中求生也。」與劉錡意見相合。劉錡大喜，鑿沉所有的舟船，表示不會帶著家眷逃走，一定要決一死戰。劉錡把家眷置于寺中，把柴薪積於門口，告訴守兵說：「脫有不利，即焚吾家，毋辱敵手也。」分命諸將守諸門，派偵察兵去斥堠，募當地人為間探。於是軍心大漲，男子備戰守，婦人磨刀劍，要和金兵決戰順昌：「平時人欺我八字軍，今日當為國家破賊立功。」
當時守備一無可恃，劉錡在城上親自督厲，取劉齊所造癡車，以輪轅埋城上；又撤掉平民住戶的窗扉，用物堵住；城外有民居數千家，都燒光堅壁清野。準備了六日，大致完畢，而金兵遊騎已涉潁河至城下。五月壬寅（陽歷6月15日），金人包圍順昌，劉錡先於城下設伏，擒千戶阿黑等二人，審問得到消息：「韓將軍營白沙渦，距城三十里。」劉錡于是夜遣千餘人攻金國漢人萬夫長韓常的部隊，連戰，殺虜頗眾。不久三路都統葛王完顏褎以兵三萬，與龍虎大王完顏突合速同時兵臨城下。劉錡下令開諸門，金人卻狐疑不敢近城。
當初準備防守時，劉錡命令在城邊築羊馬垣，在垣上打洞為門。到了這個時候，劉錡與許清等躲在羊馬垣后面列陣，金人放箭，不是從羊馬垣的上面射到城墻上，就是射在垣上，都沒用。劉錡則用破敵弓（機械床弩）輔以神臂弓、強弩（人力強弩），自城上或垣門射敵，射死很多金兵，敵稍卻。劉錡又以步兵邀擊，金步兵被趕入河中淹死者不可勝計，金騎兵被殲滅數千。宋廷此時特授劉錡鼎州觀察使、樞密院副都承旨、沿淮制置使。
這時順昌受圍已四日，金兵越來越多，移兵營到東村，距順昌城二十里。劉錡遣驍將閻充募敢死隊五百人，夜里去劫營。這天夜里，天將要下雷雨，不時閃電漫天，閻充率五百敢死隊，看見頭髮扎辮子的就當成女真人殺死。金兵不得不敗退十五里。劉錡又募百人敢死隊去增援閻充，有人要求口里銜枚噤聲，劉錡笑答用不著：「無以枚也。」命令砍竹子做成市井小兒用來遊戲發聲的玩具「嘂」，每人帶一個有用，直沖金營。金營里一片漆黑，閃電亮的時候敢死隊員都奮擊，閃電停則敢死隊員都藏起來不動，金兵于是大亂。百人敢死隊吹「嘂」為號集合并配合，金兵被搞得暈頭轉向，終夜自戰，結果一夜下來積屍盈野，退軍老婆灣。
金兀朮在开封听说了这事，就親自出馬，在淮寧留了一宿，治戰具，備糧草，不七日即親來順昌。劉錡聽說金兀朮本人來了，就召集諸將於城上想對策。有人說現在已經屢戰屢捷，應該見好就收，坐船全軍回南方了事。劉錡說不行：「朝廷養兵十五年，正為緩急之用，況已挫賊鋒，軍聲稍振，雖眾寡不侔，然有進無退。且敵營甚邇，而兀朮又來，吾軍一動，彼躡其後，則前功俱廢。使敵侵軼兩淮，震驚江浙，則平生報國之志，反成誤國之罪。」眾將都感動思奮說：「惟太尉命。」
劉錡此時用了一計，讓金兀朮產生輕敵之心。他把曹成等二人叫來，告訴他們：「遣汝作間，事捷重賞，第如我言，敵必不汝殺。今置汝綽路騎中，汝遇敵則佯墜馬，為敵所得。敵帥問我何如人，則曰：'太平邊帥子，喜聲伎，朝廷以兩國講好，使守東京圖逸樂耳。'」不久這二人果然在碰到金兵時被俘虜，金兀朮審問他們，他們就用劉錡所教的話回答。金兀朮大喜：「此城易破耳。」因此放著攻城車炮具而不用。第二天開始攻城，曹成等二人拿著文書一卷先上，劉錡軍在城上放下繩索，讓二人攀上回城。劉錡怕金兀朮的文書擾亂軍心，立刻看也不看就燒了。
金兀朮到城下，責備葛王完顏褎和龍虎大王完顏突合速等諸將喪師。這些人告訴他：「南朝用兵，非昔之比，元帥臨城自見。」劉錡派耿訓以書約戰，金兀朮怒道：「劉錡何敢與我戰，以吾力破爾城，直用靴尖趯倒耳。」耿訓回答說：「太尉非但請與太子戰，且謂太子必不敢濟河，願獻浮橋五所，濟而大戰。」金兀朮說：「諾。」約定第二天決戰。第二天凌晨，劉錡果然建了五座浮橋於潁河上，金兵由浮橋渡過潁河。
劉錡早派人在潁河上流及草中投毒，告戒軍士即使渴死也不能飲河水；飲者滅其族。
金兵用「長勝軍」嚴陣以待，葛王完顏褎和龍虎大王完顏突合速等諸酋各居一部。八字軍請先攻擊最弱的漢人萬夫長韓常一部，劉錡卻說應該直接攻金兀朮親率的精銳：「擊韓雖退，兀朮精兵尚不可當，法當先擊兀朮。兀朮一動，則餘無能為矣。」
這時天大暑，金兵遠來疲敝，劉錡八字軍則士氣閒暇，金兵整夜不解甲，劉錡八字軍卻輪番休息在羊馬垣下吃飯執勤。金兵人馬饑渴，吃了有毒的水草者就生病，往往困乏。在清晨空氣清涼時，劉錡按兵不動，等到正午十一點和下午三點這段時間，金兵力疲氣索，八字軍忽然派出數百人出西門接戰。不久又以數千人出南門，也不出聲，沖出去出其不意地就以利斧砍人。統制官趙撙、韓直身中數箭，也不停戰，士兵皆殊死奮戰，入金兵陣中，刀斧亂下，金兵大敗。這天晚上大雨，平地水深尺餘。
乙卯日(陽曆6月28日)，金兀朮終于拔營北去，劉錡遣兵追擊，殺死金兵萬數。大戰時，兀朮被白袍，乘甲馬，以牙兵三千督戰，兵皆重鎧甲，號「鐵浮圖」；戴鐵兜牟，周匝綴長簷。三人為伍，貫以韋索，每進一步，即用拒馬擁之，人進一步，拒馬亦進，退不可卻。官軍以槍標去其兜牟，大斧斷其臂，碎其首。敵又以鐵騎分左右翼，號「拐子馬」，皆女真為之，號「長勝軍」，專以攻堅，戰酣然後用之。自用兵以來，所向無前；至是，亦為劉錡軍所殺。戰自辰至申，敵敗，遽以拒馬木障之，少休。城上鼓聲不絕，乃出飯羹，坐餉戰士如平時，敵披靡不敢近。食已，撤拒馬木，深入斫敵，又大破之。棄屍斃馬，血肉枕藉，車旗器甲，積如山阜。
初，有河北軍告官軍曰：「我輩元是左護軍，本無鬥志，所可殺者兩翼拐子馬爾。」故劉錡兵力擊之。兀朮平日恃以為強者，什損七八，至陳州，數諸將之罪，韓常以下皆鞭之，乃自擁眾還汴。捷聞，帝喜甚，授劉錡武泰軍節度使、侍衛親軍馬軍司都虞候、知順昌府、沿淮制置使。
是役也，劉錡兵不盈二萬，出戰僅五千人。金兵數十萬營西北，亙十五裏，每暮，鼓聲震山谷，然營中喧嘩，終夜有聲。金遣人近城竊聽，城中肅然，無雞犬聲。兀朮帳前甲兵環列，持燭照夜，其眾分番假寐馬上。劉錡以逸待勞，以故輒勝。時洪皓在燕密奏：「順昌之捷，金人震恐喪魄，燕之重寶珍器，悉徙而北，意欲捐燕以南棄之。」故議者謂是時諸將協心，分路追討，則兀朮可擒，汴京可復；而王師亟還，自失機會，良可惜也。
七月，命為淮北宣撫判官，副楊沂中，破敵兵于太康縣。未幾，秦檜請令沂中還師鎮江，錡還太平州，岳飛以兵赴行在，出師之謀寢矣。

### 柘皋之戰
十一年（1141年），兀朮複簽兩河兵，謀再舉。帝亦測知敵情，必不一挫遂已，乃詔大合兵於淮西以待之。金人攻廬、和二州，錡自太平渡江，抵廬州，與張俊、楊沂中會。而敵已大入，劉錡據東關之險以遏其沖，引兵出清溪，兩戰皆勝。行至柘皋，與金人夾石樑河而陣。河通巢湖，廣二丈，錡命曳薪壘橋，須臾而成，遣甲士數隊路橋臥槍而坐。會楊沂中、王德、田師中、張子蓋之軍俱至。
翌日，兀朮以鐵騎十萬分為兩隅，夾道而陣。王德薄其右隅，引弓射一酋斃之，因大呼馳擊，諸軍鼓噪。金人以拐子馬兩翼而進。王德率眾鏖戰，沂中以萬兵各持長斧奮擊之，敵大敗；劉錡與王德等追之，又敗於東山。敵望見曰：「此順昌旗幟也。」即退走。
劉錡駐和州，得旨，乃引兵渡江歸太平州。時並命三帥，不相節制。諸軍進退多出於張俊，而劉錡以順昌之捷驟貴，諸將多嫉之。張俊與楊沂中為腹心，而與劉錡有隙，故柘皋之賞，劉錡軍獨不與。
居數日，議班師，而濠州告急。張俊與楊沂中、劉錡趨黃連埠援之，距濠六十裏，而南城已陷。楊沂中欲進戰，劉錡謂張俊曰：「本救濠，今濠已失，不如退師據險，徐為後圖。」諸將曰：「善。」三帥鼎足而營，或言敵兵已去，劉錡又謂曰：「敵得城而遽退，必有謀也，宜嚴備之。」張俊不從，命楊沂中與王德將神勇步騎六萬人，直趨濠州，果遇伏敗還。
遲明，劉錡軍至藕塘，則楊沂中軍已入滁州，張俊軍已入宣化。劉錡軍方食，張俊至，曰：「敵兵已近，奈何？」劉錡曰：「楊宣撫兵安在？」俊曰：「已失利還矣。」劉錡語張俊：「無恐，錡請以步卒禦敵，宣撫試觀之。」劉錡麾下皆曰：「兩大帥軍已渡，我軍何苦獨戰？」劉錡曰：「順昌孤城，旁無赤子之助，吾提兵不滿二萬，猶足取勝；況今得地利，又有銳兵邪？」遂設三覆以待之。俄而張俊至，曰：「諜者妄也，乃戚方殿后之軍爾。」劉錡與張俊益不相下。
一夕，張俊軍士縱火劫劉錡軍，劉錡擒十六人，梟首槊上，餘皆逸。劉錡見張俊，張俊怒謂劉錡曰：「我為宣撫，爾乃判官，何得斬吾軍？」劉錡曰：「不知宣撫軍，但斬劫砦賊爾。」張俊曰：「有卒歸，言未嘗劫砦。」呼一人出對。劉錡正色曰：「錡為國家將帥，有罪，宣撫當言於朝，豈得與卒伍對事？」長揖上馬去。已，皆班師，張俊、楊沂中還朝，每言岳飛不赴援，而劉錡戰不力。秦檜主其說，遂罷宣撫判官，命知荊南府、荊湖北路安撫使。岳飛奏留劉錡掌兵，不許。十七年（1147年）四月，詔以武泰軍節度使提舉江州太平觀。參知政事魏良臣上言，高宗知其家貧，詔給真祿，賜荊湖南路田百頃，官給牛種。
劉錡鎮荊南凡六年，軍民安之。魏良臣言劉錡名將，不當久閑。二十五年（1155年）十二月，知潭州兼荊湖南路安撫使。二十七年，加太尉，復帥荊南府。江陵縣東有黃潭，建炎間，有司決水入江以禦盜，由是夏秋漲溢，荊、衡間皆被水患。劉錡始命塞之，斥膏腴田數千畝，流民自占者幾千戶。詔劉錡遇大禮許奏文資，仍以其侄汜為江南東路兵馬副都監。三十年（1160年）五月，置荊南府駐扎御前諸軍都統制，兼領之。十月，授威武軍節度使，充鎮江府駐扎御前諸軍都統制。三十一年（1161年）六月，為淮南江南浙西制置使、節制諸路軍馬。

### 完顏亮伐宋
三十一年冬，金主完顏亮調軍六十萬，自將南來，彌望數十里，不斷如銀壁，中外大震。時宿將無在者，乃以劉錡為江、淮、浙西制置使，節制逐路軍馬。八月，劉錡引兵屯揚州，建大將旗鼓，軍容甚肅，觀者歎息。以兵駐清河口，金人以氈裹船載糧而來，劉錡使善沒者鑿沉其舟。劉錡自楚州退軍召伯鎮，金人攻真州，劉錡引兵還揚州，武功大夫、榮州刺史、知揚州事劉澤以城不可守，請退軍瓜洲。金萬戶高景山攻揚州，劉錡遣鎮江府駐扎御前左軍統領員琦拒于皂角林，陷圍力戰，林中伏發，大敗之，斬高景山，俘數百人。捷奏，賜金五百兩、銀七萬兩以犒師。
先是，金人議留精兵在淮東以禦劉錡，而以重兵入淮西。建康府駐扎御前諸軍都統制王權不從劉錡節制，不戰而潰，自清河口退師揚州，以舟渡真、揚之民于江之南，留兵屯瓜洲。劉錡病，求解兵柄，留其侄鎮江府駐扎御前中軍統制劉汜以千五百人塞瓜洲渡，又令李橫以八千人固守。詔劉錡專防江，劉錡遂還鎮江府。
十一月，金人攻瓜洲，劉汜以克敵弓射卻之。時知樞密院事葉義問督師江、淮，至鎮江，見劉錡病劇，以武寧軍承宣使李橫權鎮江府駐扎御前諸軍都統制。義問督鎮江兵渡江，眾皆以為不可，義問強之。劉汜固請出戰，劉錡不從，劉汜拜家廟而行。金人以重兵逼瓜洲，分兵東出江皋，逆趨瓜洲。劉汜先退，李橫以孤軍不能當，亦卻，失其都統制印，鎮江府駐扎御前左軍統制魏友、鎮江府駐扎御前後軍統制王方死之，李橫、劉汜僅以身免。
方諸軍渡江而北也，劉錡使人持黃、白幟登高山望之，戒之曰：「賊至舉白幟；合戰舉二幟，勝則舉黃幟。」是日二幟舉，逾時，錡曰：「黃幟久不舉，吾軍殆矣。」劉錡憤懣，病益甚。都督府參贊軍事虞允文自采石來，督舟師與金人戰。虞允文經過鎮江，謁劉錡問疾。劉錡執虞允文手曰：「疾何必問！朝廷養兵三十年，一技不施，而大功乃出一儒生，我輩愧死矣！」
召詣闕，提舉萬壽觀。劉錡假都亭驛居之。金之聘使將至，留守湯思退除館以待，遣黃衣諭劉錡徙居別試院，劉錡疑劉汜累己，常懼有後命。三十二年（1162年）二月，以本官致仕。閏二月，劉錡發怒，嘔血數升而卒。

## 評價
宋廷贈開府儀同三司，賜其家銀三百兩，帛三百匹。後追封太子太保，贈吳王，諡「武穆」。
劉錡慷慨深毅，有儒將風。金主亮之南也，下令有敢言錡姓名者，罪不赦。枚舉南朝諸將，問其下孰敢當者，皆隨姓名其答如響，至錡，莫有應者。金主曰：「吾自當之。」然錡卒以病不能成功。世傳錡通陰陽家行師所避就，錡在揚州，命盡焚城外居屋，用石灰盡白城壁，書曰：「完顏亮死於此。」金主多忌，見而惡之，遂居龜山，人眾不可容，以致是變云。
《宋史》评价刘錡为当时四大名将之一，与韓世忠、张俊、岳飛齐名。

## 家族
- 曾祖：刘玉，赠太子太傅
- 曾祖母：王氏，赠大宁郡夫人
- 祖：刘恂，赠太子太师
- 祖母：王氏，贈通義郡夫人
- 祖母：孫氏，贈濮陽郡夫人
- 父：劉仲武，瀘川軍節度使、彭城郡开国侯、檢校少傅、諡號威肅、追封英國公
- 母：薛氏，贈韓國夫人
- 继母：王氏，贈越國夫人
- 兄：劉錫，靜江軍承宣使、提舉江州太平觀、贈慶遠軍節度使
  - 侄：刘汜
- 姊：劉氏，適武功大夫、集慶軍承宣使馮康年
- 弟：劉釗，修武郎、閤門邸候
- 弟：劉銳，翊衛大夫、利州觀察使
- 妻：薛氏，贈安化郡夫人
- 妻：鄒氏，信安郡夫人
- 子：刘涓，忠翊郎
- 子：刘津，武节郎、鄂州驻扎御前右军统制
- 子：劉淮，承议郎、通判江州事
- 孙：刘棫，忠训郎
- 孙：刘楫，承忠郎、监新化税
- 孙：刘枢，忠训郎
- 孙：刘秘，承忠郎、监崇仁税
- 玄孫：劉坦